# 585e Volksgrenadierdivisie
De 585e Volksgrenadierdivisie / Infanteriedivisie Niedergörsdorf (Duits: 585. Volksgrenadier-Division) was een Duitse infanteriedivisie tijdens de Tweede Wereldoorlog. De divisie werd opgericht en alweer opgeheven voor de oprichting compleet en afgesloten was.

## Geschiedenis
De 585e Volksgrenadierdivisie werd opgericht op 2 september 1944 op Oefenterrein Döllersheim door Wehrkreis XVII als onderdeel van de 32. Welle. Op 28 september 1944 werd de divisie omgedoopt in Infanteriedivisie Niedergörsdorf (Niedergörsdorf was een belangrijke plaats uit de Duitse bevrijdingsoorlog). Dit was daarmee een zogenaamde Schattendivisie (schaduwdivisie) geworden. Echter, alvorens de oprichting afgesloten was, werd de divisie al in oktober 1944 omgedoopt in de 167e Volksgrenadierdivisie. 

## Commandanten
| Rang | Naam | Begin            | Eind         |
| ---- | ---- | ---------------- | ------------ |
|      | ??   | 2 september 1944 | oktober 1944 |

## Samenstelling
- Grenadier-Regiment Niedergörsdorf 1
- Grenadier-Regiment Niedergörsdorf 2
- Grenadier-Regiment Niedergörsdorf 3
- Artillerie-Regiment Niedergörsdorf
- Divisie-eenheden ? (naam/nummer onbekend)